# Lista dos candidatos mais votados em eleições presidenciais brasileiras

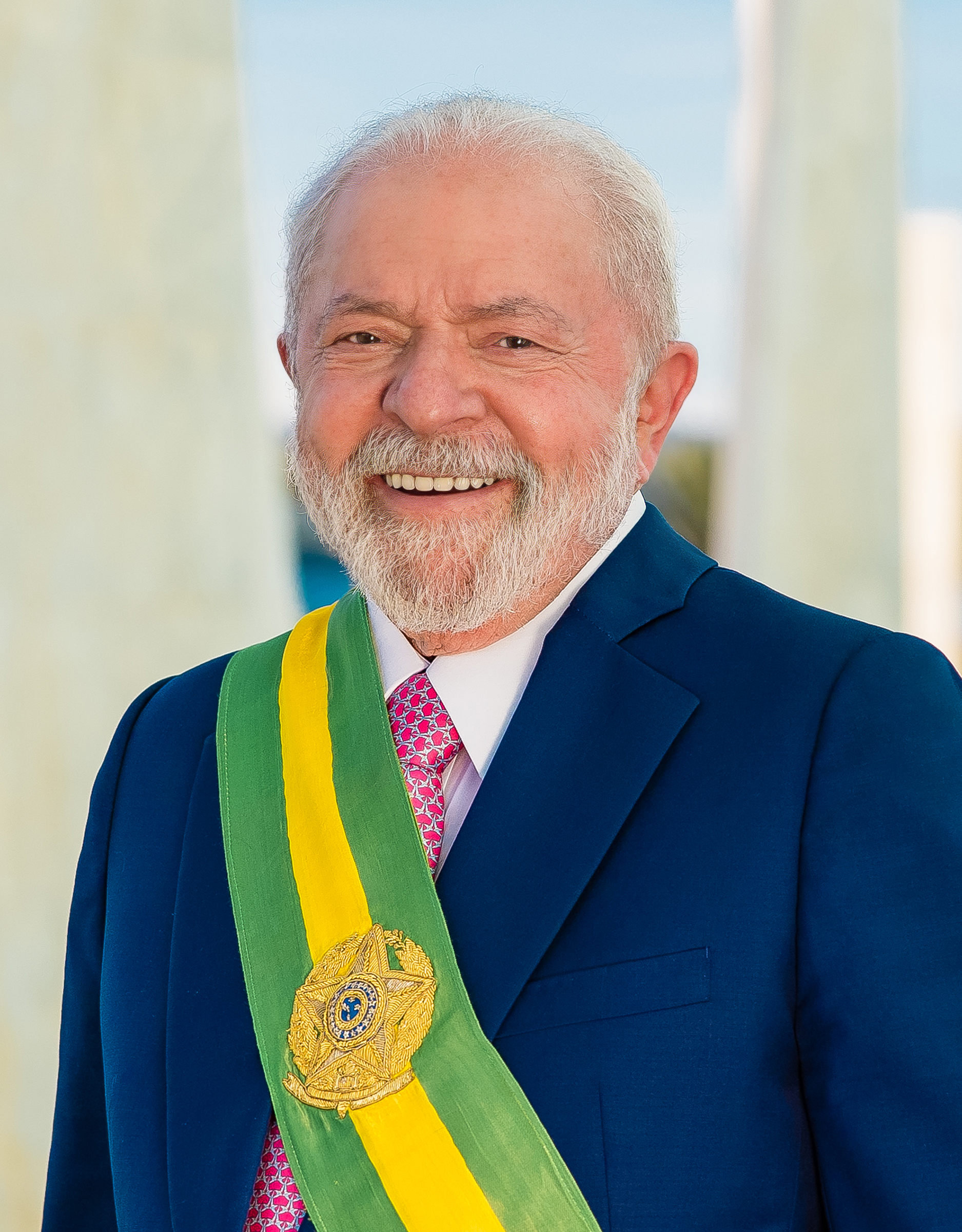
Lula da Silva, o candidato a presidente mais votado da história do país.

Esta lista mostra os candidatos mais votados nas eleições brasileiras para presidente.
| Posição | Candidato                 | Votos      | Ano  | Partido |
| ------- | ------------------------- | ---------- | ---- | ------- |
| 1       | Luiz Inácio Lula da Silva | 60 345 999 | 2022 | PT      |
| 2       | Luiz Inácio Lula da Silva | 58 295 042 | 2006 | PT      |
| 3       | Jair Messias Bolsonaro    | 58 206 354 | 2022 | PL      |
| 4       | Jair Messias Bolsonaro    | 57 797 847 | 2018 | PSL     |
| 5       | Dilma Rousseff            | 55 752 529 | 2010 | PT      |
| 6       | Dilma Rousseff            | 54 501 118 | 2014 | PT      |
| 7       | Luiz Inácio Lula da Silva | 52 793 364 | 2002 | PT      |
| 8       | Aécio Neves               | 51 041 155 | 2014 | PSDB    |
| 9       | Fernando Haddad           | 47 040 906 | 2018 | PT      |
| 10      | José Serra                | 43 711 388 | 2010 | PSDB    |